# Alberto R. Estrada
Alberto R. Estrada est un herpétologiste cubain.
Il a travaillé à l'Instituto de Investigaciones Forestales de La Havane puis à l'Academia María Reina de San Juan à Porto Rico.

## Taxons nommés en son honneur
- Eleutherodactylus atkinsi estradai Lynch, 1991

## Taxons décrits
- Anolis alayoni Estrada & Hedges, 1995
- Anolis confusus Estrada & Garrido, 1991
- Anolis garridoi Diaz, Estrada & Moreno, 1996
- Anolis guafe Estrada & Garrido, 1991
- Anolis inexpectatus Garrido & Estrada, 1989
- Eleutherodactylus blairhedgesi Estrada, Díaz, & Rodriguez, 1998
- Eleutherodactylus glamyrus Estrada & Hedges, 1997
- Eleutherodactylus guanahacabibes Estrada & Rodriguez, 1985
- Eleutherodactylus guantanamera Hedges, Estrada, & Thomas, 1992
- Eleutherodactylus iberia Estrada & Hedges, 1996
- Eleutherodactylus jaumei Estrada & Alonso, 1997
- Eleutherodactylus mariposa Hedges, Estrada, & Thomas, 1992
- Eleutherodactylus melacara Hedges, Estrada, & Thomas, 1992
- Eleutherodactylus principalis Estrada & Hedges, 1997
- Eleutherodactylus riparius Estrada & Hedges, 1998
- Eleutherodactylus rivularis Díaz, Estrada, & Hedges, 2001
- Eleutherodactylus tetajulia Estrada & Hedges, 1996
- Eleutherodactylus toa Estrada & Hedges, 1991
- Eleutherodactylus tonyi Estrada & Hedges, 1997
- Tropidophis celiae Hedges, Estrada & Diaz, 1999
- Typhlatia taina Estrada & Gómez, 1987.